# Win Some Lose Some
'"Win Some Lose Some"' é uma canção escrita por Robbie Williams e Guy Chambers gravada pelo cantor Robbie Williams.
É o sexto single do segundo álbum de estúdio lançado a 26 de Outubro de 1998, I've Been Expecting You.
A canção tornou-se em mais um top 10 no seu país, estreando-se no número sete, ficando quatro semanas no top 10 e vinte e duas semanas nas tabelas.

## Paradas
| Parada (2000) | Posição |
| ------------- | ------- |
| Nova Zelândia | 7       |